# NGC 1856
NGC 1856 är en öppen stjärnhop i Stora magellanska molnet i stjärnbilden Svärdfisken. Den upptäcktes år 1826 av James Dunlop.